# Ariciul hainanez
Ariciul hainanez (Neohylomys hainanensis) este un mamifer insectivor din familia erinaceide asemănător cu gimnurul mic răspândit în Insula Hainan din sudul Chinei. Este singura specie a genului Neohylomys.

## Distribuția geografică și habitatul
Așa cum indică numele științific al speciei, trăiește numai în Insula Hainan din sudul Chinei, unde a fost prima dată colectat în localitatea Pai-sa Hsian.

## Dimensiuni
Are o talie mică. Lungimea cap + trunchi = 12-15 cm; coada = 3-4,5 cm; greutatea = 50-69 g.

## Descrierea
Se aseamănă cu gimnurul mic, dar are o talie mai mare, coada mai lungă și, spre deosebire de acesta din urmă, la  ariciul hainanez lipsește unul din dinții premolari inferiori de pe mandibulă.
Blana cu păr moale și des, de lungime medie. Urechile, picioarele și coada sunt aproape golașe, acoperite doar cu peri foarte rari, scurți. 
Femelele au 3 perechi de mamele: o pereche pectorală și două perechi abdominale.

## Colorația
Blana este de culoare maronie sau brun-cenușie pe spate, cu o dungă longitudinală neagră lungă pe linia mediană, pe laturile corpului gălbuie-verzuie, iar ventral cenușie sau alb-gălbuie. Pe cap are o culoare cenușie închis, în amestec cu cafeniu. 

## Biologia
Aricii hainanezi au fost descriși abia în anul 1959 de către T. H. Shaw și S. Wong, în revista "Acta zoologica sinica", vol. 11; în afara acestei descrieri în limba chineză, cu un rezumat în limba engleză, nu se cunosc alte date asupra biologiei lor.